# コットンクラブ (ラスベガス)
コットンクラブ (Cotton Club) は、かつてアメリカ合衆国ネバダ州ラスベガスのウェスト・サイド（West Side：ウェスト・ラスベガス）のジャクソン・ストリート500番地 (500 Jackson St.) にあったアフリカ系アメリカ人専用のナイトクラブ。

## 歴史
1944年の遅い時期に、モー・トーブ (Moe Taub) が小さなバーとして開店した。ラスベガスのダウンタウン地区以外で、合法的に営業していた黒人向けのクラブとしては最も早い時期の例のひとつであった。サラン・ナイト＝プレディは、このクラブでキノ･ライター（a keno writer：賭博ゲームであるキノの運営係）として働き、1950年に、黒人女性としては初めて、ネバダ州の賭博営業免許を取得した。
1947年7月、コットンクラブは、ジョディ・キャノン (Jodie Cannon) に売却され、その後、半年もしないうちにユーヴァルディー・ケイパートン (Uvalde Caperton) に転売されたが、キャノンはマネージャーとして店に残った.。初代の建物は、1948年5月の爆発事故と火災で焼失した。ケイパートンは1957年の閉店まで、このクラブを所有していた。

## 後年
1969年、プレディは、マージー・エリオット (Margie Elliot) とともに、「プレイハウス・ラウンジ (Playhouse Lounge)」と名付けたクラブを、かつてのコットンクラブの跡地に開いた。しかし、彼女たちは賭博免許を取得することが叶わず、1年後にこの事業を売却した。この店は、1970年から1985年まで、「ラヴズ・カクテル・ラウンジ (Love's Cocktail Lounge)」として営業していた。